# ATG
Aktiebolaget Trav Och Galopp (ATG) — орган регулювання питань спорту та ставок на кінні перегони у Швеції. Це акціонерне товариство, належить Svensk Travsport (90 %) та асоціації Svensk Galopp (10 %). Бізнес регулюється угодою між власниками та державою, яка призначає половину членів правління та голову правління.
ATG тривалий час мала юридичну монополію на ставки, іншим компаніям було заборонено пропонувати ставки на перегони у Швеції. Після запровадження Швецією системи ліцензування, інші компанії змогли послабити монопольне становище ATG, також пропонуючи інші форми ігор, такі як онлайн-казино та інші азартні ігри.
У грудні 2020 року ATG подала до суду на Svenska Spel, звинувативши компанію, що новий продукт «Svenska Spel Trav och Galopp» порушує права на товарний знак «Trav och Galopp», який ATG зареєструвала 1973 року.